# Elecciones presidenciales de Argentina de 1946
Las elecciones presidenciales de Argentina de 1946 decidieron la elección como presidente de la Nación de Juan Domingo Perón, candidato de una coalición integrada por el Partido Laborista, la Unión Cívica Radical Junta Renovadora y el Partido Independiente, venciendo a la Unión Democrática (radicales, socialistas, demócrata progresistas y comunistas). La convocatoria a elecciones fue resultado de las negociaciones posteriores al golpe de Estado de 1943 y los sucesivos acontecimientos que derivaron en la movilización obrera del 17 de octubre de 1945. Fueron las últimas elecciones presidenciales en las que no podían votar ni ser votadas las mujeres, ni los habitantes de los nueve territorios nacionales entonces existentes.
La elección del presidente y vicepresidente, por mandato de la Constitución de 1853 debía realizarse en forma indirecta y por separado, delegando la elección final de cada uno, en colegios electorales provinciales (catorce provincias y la Capital Federal) integrados por representantes elegidos en la elección primaria, por el sistema de lista completa, correspondiendo la totalidad de los cargos a la lista ganadora.
Las elecciones marcaron la irrupción del peronismo en la vida política argentina con el primer gobierno de Perón, permaneciendo en adelante como una de las principales fuerzas electorales del país. También fue la primera derrota de la Unión Cívica Radical en una elección limpia.

## Antecedentes

### La Revolución del 43
El 4 de junio de 1943, el presidente Ramón Castillo, del Partido Demócrata Nacional (PDN), fue derrocado en un golpe de Estado militar llevado a cabo por el Grupo de Oficiales Unidos (GOU), conocido como Revolución del 43. El PDN, liderando una coalición electoral conocida como Concordancia, había dominado la vida política Argentina desde 1931 mediante el fraude electoral, luego de que el gobierno democrático de Hipólito Yrigoyen, de la Unión Cívica Radical, fuese derrocado en el primer golpe de Estado exitoso en el país, en 1930. Castillo preparaba como sucesor al conservador Robustiano Patrón Costas.
A pesar de haber derrocado al gobierno fraudulento, el nuevo régimen militar, primero liderado por Arturo Rawson y luego por Pedro Pablo Ramírez, gozó de muy poco apoyo de parte de la población civil, cuya participación en el golpe, a diferencia del anterior y los que vendrían posteriormente, fue prácticamente nula.  El gobierno encabezado por Ramírez (fuertemente nacionalista y anticomunista) no tenía intención de restaurar el gobierno civil tan pronto, afirmando que se llamaría a elecciones cuando se hubiera "saneado y renovado" el país. El 18 de junio de 1943, un decreto retiró al régimen finalmente el título de "provisional". En octubre de 1943, el general Edelmiro Farrell fue designado vicepresidente de la República, reteniendo también el Ministerio de Guerra que encabezaba en el gobierno de Ramírez.
El 26 de enero de 1944, Ramírez presionado rompió relaciones diplomáticas con Alemania y Japón. La decisión provocó una fractura entre los distintos sectores nacionalistas, llevando a la renuncia del ministro Martínez Zuviría, representante del ala más derechista que manifestó públicamente su descontento. Creyéndose fuerte, Ramírez, enterado de que se tramaba destituirlo, decidió exigirle a Farrell su alejamiento del Ministerio de Guerra. Farrell pareció aceptar la orden, pero organizó una asamblea del GOU, la última, en la que se decidió disolver el grupo y exigirle la renuncia a Ramírez. El 24 de febrero, Ramírez "delegó el cargo" interinamente en Farrell y el 9 de marzo renunció, para retirarse de la vida pública. Farrell asumió de este modo la presidencia. Sin embargo, el 27 de marzo de 1945, ante la inminente derrota de la Alemania Nazi, y mediante el decreto 6.945, Argentina le declaró la guerra a Japón y a Alemania, como un aliado de los Estados Unidos.

### Ascenso de Perón

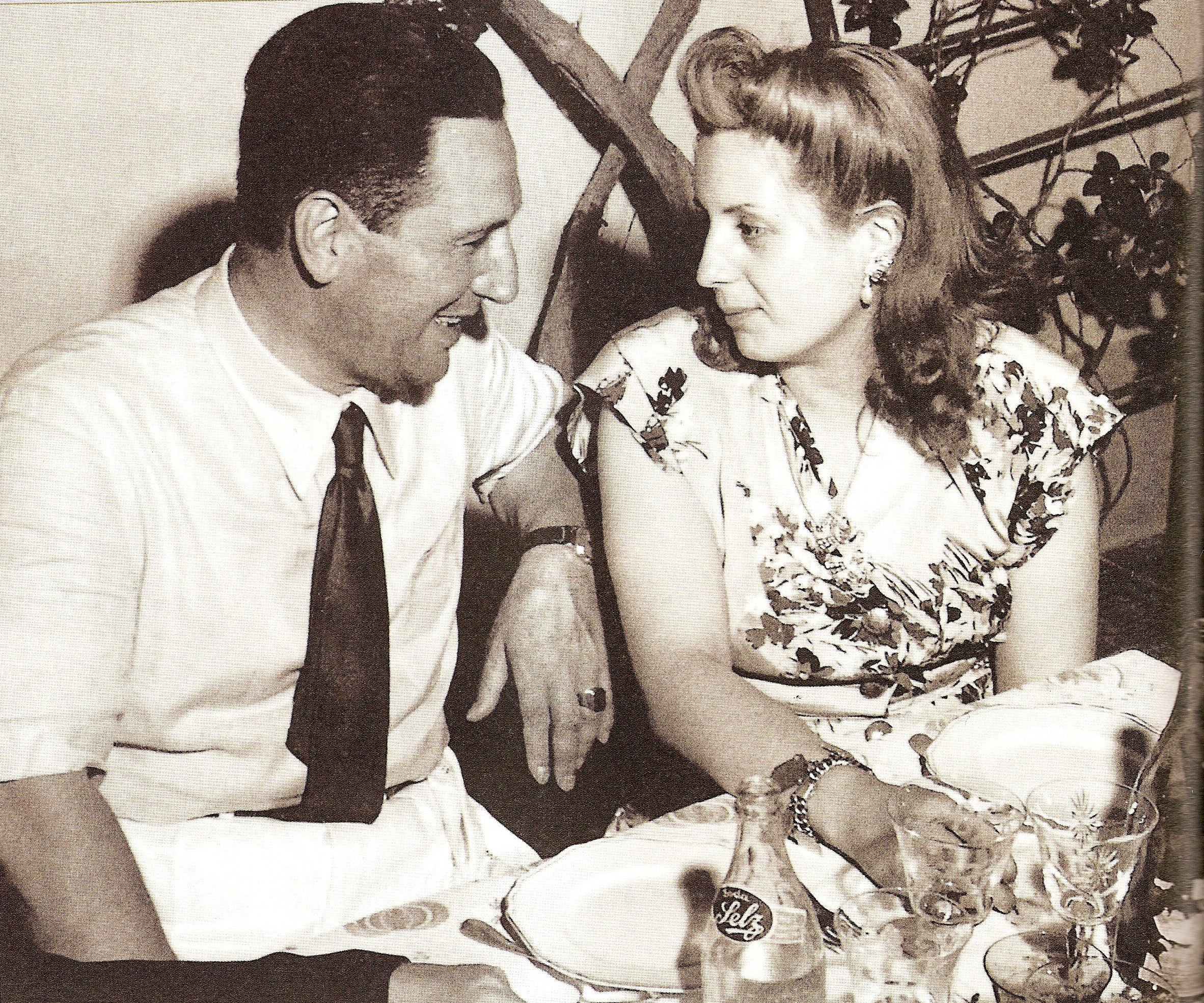
Juan Domingo Perón junto a su segunda esposa, Eva Duarte.

Unos meses después del golpe de Estado, el entonces Coronel Juan Domingo Perón, que se había desempeñado como secretario personal de Farrell durante su época como Ministro de Guerra, fue nombrado el 27 de octubre de 1943 jefe del Departamento Nacional de Trabajo, en ese entonces un pequeño organismo del Estado de escasa importancia política. Desde ese lugar, sin embargo, comenzaría su ascenso político que culminó con su elección como presidente. El 27 de noviembre se creaba la Secretaría de Trabajo de la Nación; y el mismo decreto nombraba a Perón secretario de Trabajo.
El devastador terremoto de San Juan de 1944 presentó al gobierno militar la oportunidad de recuperar la buena voluntad y la popularidad perdidas y el régimen avanzó rápidamente, involucrando al sector privado a través de una recaudación de fondos a nivel nacional, encomendada a Perón, en calidad de Secretario de Trabajo. Perón alistó celebridades para el esfuerzo, entre las que se encontraba una estrella de radio, Eva Duarte, con quien posteriormente contrajo matrimonio y se transformó en una de las figuras más destacadas del movimiento peronista. El éxito del esfuerzo y el ascenso de Farrell como presidente, aliado de Perón, llevaron al nombramiento de este como su vicepresidente, cargo que aprovechó para apoyar a los sindicatos laborales con dificultades, en particular a la Confederación General del Trabajo de la República Argentina (CGT). En ese marco, el 18 de noviembre de 1944 se promulgó el Estatuto del Peón de Campo (Decreto-Ley n.º 28.194) sancionado el mes anterior, modernizando la situación semifeudal en que aún se encontraban los trabajadores rurales, alarmando a los grandes estancieros (latifundistas) que controlaban las exportaciones argentinas. El 30 de noviembre se establecieron los tribunales de trabajo, muy resistidos también por el sector patronal y los grupos conservadores.

### 17 de octubre

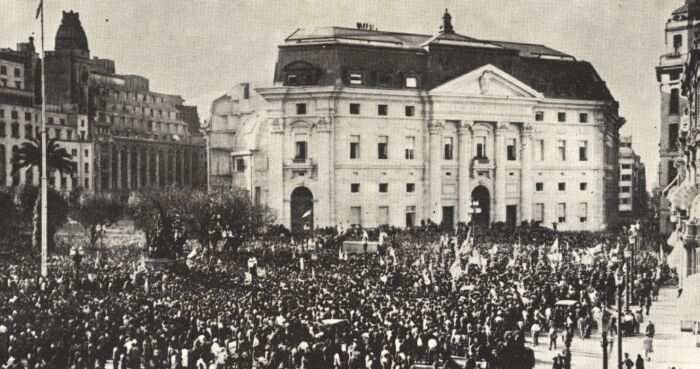
La masiva manifestación obrera del 17 de octubre de 1945, exigiendo la liberación de Perón, pasaría a la historia como Día de la Lealtad.

La repentina influencia de Perón en el gobierno y en la población provocó una creciente rivalidad entre sus colegas de la junta, quienes lo arrestaron el 12 de octubre de 1945 por orden de Farrell, hasta entonces su aliado. Perón fue llevado detenido a la cañonera Independencia, la que a su vez lo trasladó a la Isla Martín García. Como respuesta, el 17 de octubre de 1945 se produjo un hecho histórico conocido como Día de la Lealtad. Se trató de una masiva y pacífica manifestación en la Plaza de Mayo, en la que cerca de medio millón de obreros (no hay un consenso respecto al número de asistentes) se movilizaron desde las afueras de Buenos Aires y La Plata haciendo casi 60 km a pie hasta llegar al centro porteño. Exigían la inmediata liberación de Perón y la restitución de sus cargos. La ciudad de Buenos Aires fue tomada por decenas de miles de obreros, provenientes de las zonas industriales que venían creciendo en la periferia de la ciudad. Incapaces de disolver la protesta por medios pacíficos y no dispuestos a utilizar la fuerza militar para disolverla, al ver que los manifestantes no se retiraban por sí solos, Farrell y el nuevo Ministro de Guerra, Eduardo Ávalos, decidieron negociar. Ávalos accedió a entrevistarse con Perón en el Hospital Militar. Perón y Ávalos tuvieron una corta reunión en la que pactaron las condiciones: Perón hablaría a los manifestantes para tranquilizarlos, no haría referencia a su detención y obtendría que se retiraran y por otra parte el gabinete renunciaría en su totalidad y Ávalos solicitaría su retiro. A las 23:10 Perón salió a un balcón de la Casa Rosada. Agradeció su presencia, recordó su labor en el gobierno, informó sobre su pedido de retiro, prometió continuar defendiendo los intereses de los trabajadores y, finalmente, pidió a los concurrentes que se desconcentraran en paz añadiendo que, por esta vez, les solicitaba que cumplieran el paro que habían prometido para el día siguiente. La manifestación se disolvió en ese momento, tal y como lo solicitó Perón. Este fue,  de este modo, puesto en libertad, y pocos días después el gobierno militar estableció la fecha de las primeras elecciones generales libres en casi dos décadas: el 24 de febrero de 1946.

## Candidaturas

### Junta Nacional Coordinadora
| Junta Nacional Coordinadora                                                                                 |                              |
| | [ 15 ]                       |
| Juan Domingo Perón                                                                                          | Hortensio Quijano            |
| para presidente                                                                                             | para vicepresidente          |
| {{{descripción}}}                                                                                           | {{{descripción}}}            |
| Vicepresidente de facto de la Nación Argentina (1944-1945)                                                  | Ministro del Interior (1945) |
| Partidos en la alianza: - Partido Laborista - Unión Cívica Radical Junta Renovadora - Partido Independiente |                              |

Perón se presentó como candidato del Partido Laborista, fundado exclusivamente para respaldar su candidatura, y contó con el apoyo del Partido Independiente y de la Junta Renovadora de la Unión Cívica Radical. Este partido, desprendido del radicalismo, presentó a Hortensio Quijano como compañero de fórmula de Perón y candidato a vicepresidente.

### Unión Democrática
| | |
| | |
| José Tamborini | Enrique Mosca |
| para presidente | para vicepresidente |
| {{{descripción}}} | {{{descripción}}} |
| Senador Nacional por Buenos Aires (1940-1943) Diputado Nacional por Buenos Aires (1918-1925 y 1936-1940)                | Diputado Nacional por Santa Fe (1928-1930) Interventor Federal de Mendoza (1924-1926) Gobernador de Santa Fe (1920-1924) |
| Partidos en la alianza: - Unión Cívica Radical - Partido Socialista - Partido Comunista - Partido Demócrata Progresista | |
| Con el apoyo externo de: - Partido Demócrata Nacional                                                                   | |

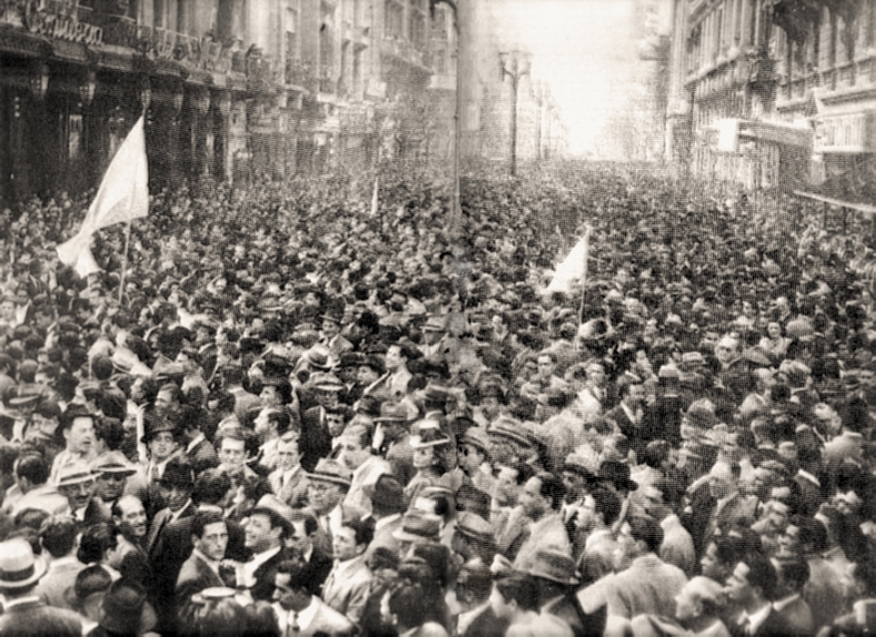
Marcha de la Constitución y la Libertad en la Avenida de Mayo en Buenos Aires, 19 de septiembre de 1945.

La oposición antiperonista se unió apresuradamente tras el llamado a elecciones. Prácticamente todas las fuerzas políticas que iban desde los conservadores hasta la izquierda radical configuraron la Unión Democrática, una enorme coalición electoral que tenía como objetivo acceder al poder tras el final de la dictadura.
Un mes antes del Día de la Lealtad, el 19 de septiembre de 1945 la oposición al peronismo apareció unida por primera vez con una enorme manifestación de más de 200.000 personas, la Marcha de la Constitución y la Libertad, que se dirigió del Congreso a la Recoleta. Cincuenta personalidades de la oposición encabezaban la marcha, entre ellos los radicales José P. Tamborini, Enrique Mosca, Ernesto Sammartino y Gabriel Oddone, el socialista Nicolás Repetto, los radicales antipersonalistas José M. Cantilo y Diógenes Taboada, el conservador (PDN) Laureano Landaburu, los demócratas cristianos Manuel Ordóñez y Rodolfo Martínez, el comunista Luis Reissig, el demócrata progresista Juan José Díaz Arana, el rector de la UBA Horacio Rivarola. La Bolsa de Comercio presionó a la Cámara de Comercio para cerrar todos los establecimientos de la ciudad puerto el día de la marcha. En la opinión de Federico Bernal, dicha marcha era el inmovilismo agrarista que rechazaba la legislación social de la Secretaría de Trabajo y Previsión.
Luego del llamado a elecciones los partidos Socialista, Comunista, Demócrata Progresista y el Partido Demócrata Nacional, insistieron en la necesidad de realizar una alianza electoral con la Unión Cívica Radical. Esta sin embargo se mantuvo indecisa, debido a la oposición del sector intransigente, encabezado por Amadeo Sabattini, Arturo Frondizi y Ricardo Balbín, entre otros. Finalmente, el 14 de noviembre de 1945 se impuso el sector unionista de la UCR para crear la Unión Democrática (UD) pero con la condición de que la fórmula presidencial fuera exclusivamente radical y que se excluyera al Partido Demócrata Nacional. El radicalismo eligió como candidatos a dos unionistas: José P. Tamborini y Enrique Mosca. Diversos historiadores destacan los valores morales de Tamborini pero critican su falta de "estatura política" para desafiar a Perón. Los otros partidos también criticaron la exclusión del Partido Demócrata Nacional, a quien la UCR no perdonaba la represión y el fraude electoral sistemático que había desplegado durante la Década Infame. De todos modos el PDN no presentó una fórmula presidencial y dio a sus candidatos a electores la orden de votar la fórmula Tamborini-Mosca, pero su exclusión de la alianza antiperonista facilitó su fragmentación. Mas, en algunos casos, como en Córdoba, el PDN integró formalmente la alianza.

## Campaña

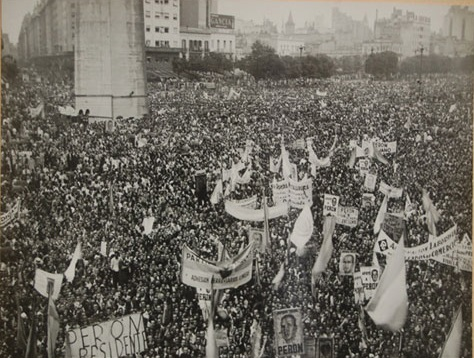
Proclamación de la fórmula Perón-Quijano, el 10 de febrero de 1946.

La campaña electoral del peronismo comenzó a partir de octubre, poco tiempo después de la boda de Perón y Eva Duarte. Esta participó activamente en la campaña y tuvo un papel muy destacado, algo insólito en la historia argentina, donde aún no se había establecido el sufragio femenino, salvo en la provincia de San Juan por un breve período (1927-1930), y la participación de las mujeres en la política era nula.  Aún antes de la campaña, el peronismo abogaba por el establecimiento del voto femenino para las elecciones de 1946, pero el proyecto finalmente no logró imponerse sino hasta después de la juramentación del gobierno constitucional y una larga discusión parlamentaria que duraría más de un año.

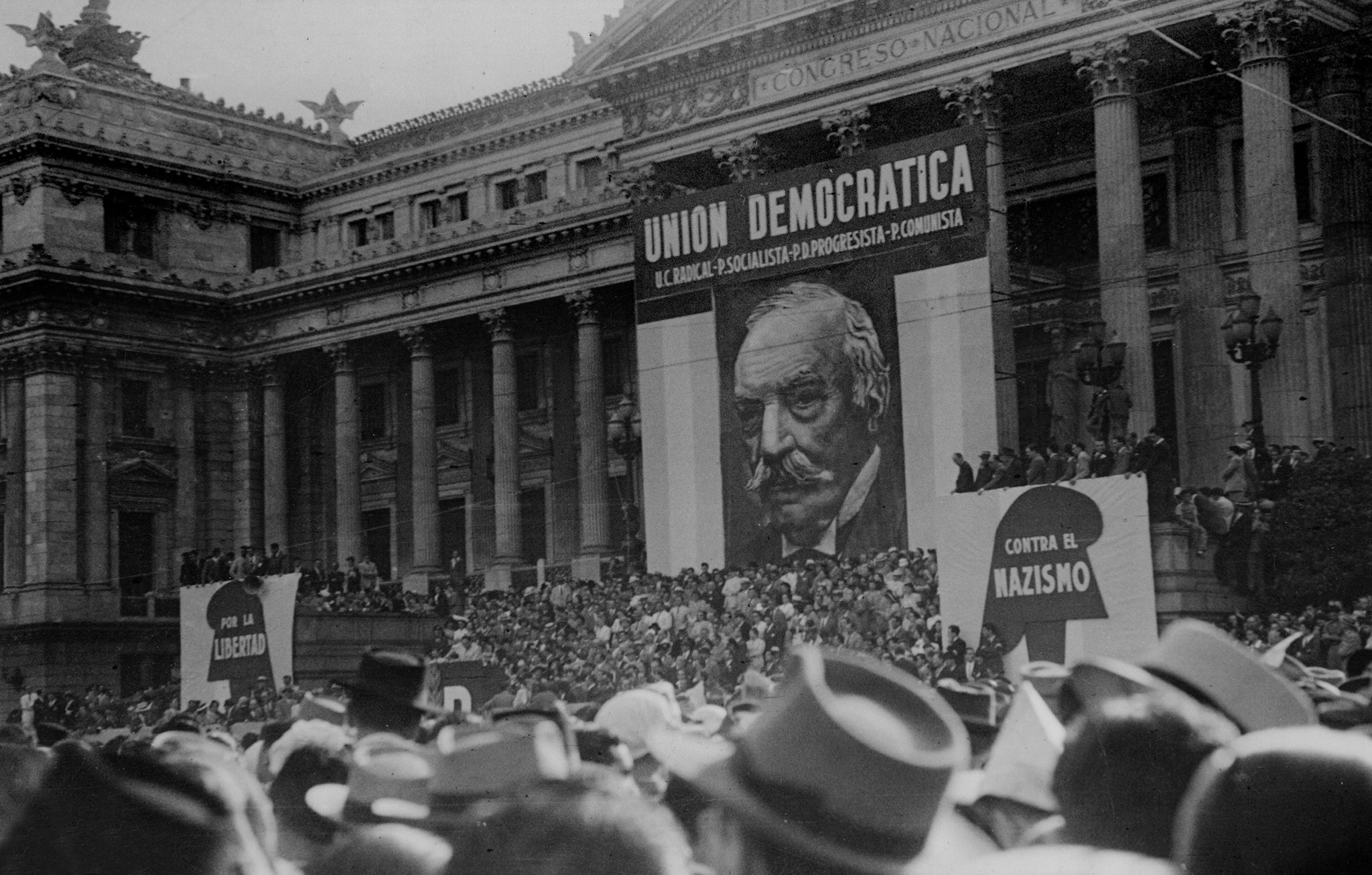
Acto de la Unión Democrática frente al Congreso Nacional, 8 de diciembre de 1945.

En general las fuerzas políticas y sociales de la época preveían una segura y amplia victoria de la Unión Democrática. El diario Crítica calculaba que Tamborini obtendría 332 electores contra sólo 44 de Perón. Incluso, en febrero de 1946, el Partido Demócrata Progresista y el Partido Comunista habían preparado un golpe de Estado conducido por el Coronel Suárez, que la Unión Cívica Radical consideró innecesario porque la elección estaba ganada. Incluso el socialista Nicolás Repetto declaraba al cierre de los comicios que: "Puede asegurarse que el régimen imperante ha sido abrumadoramente derrotado por las fuerzas democráticas, en una jornada cívica en que cabe reconocer que las fuerzas armadas han cumplido con su palabra de garantizar la pureza del acto electoral".
Un rol activo en la campaña cumplirá la Sociedad Rural Argentina (SRA) contando con el respaldo activo del Embajador norteamericano en Argentina, Spruille Braden. Durante la campaña se produjeron dos hechos que afectaron profundamente el resultado, por un lado el descubrimiento de un importante cheque entregado por una organización patronal como contribución a la campaña de la Unión Democrática. El segundo fue el involucramiento en cuestiones internas del Departamento de Estado de los Estados Unidos -a instancias del embajador Braden- en la campaña electoral a favor de la fórmula Tamborini-Mosca.
Al mismo tiempo salió a la luz que Raúl Lamuraglia, un hombre de negocios, había financiado la campaña de la Unión Democrática, a través de millonarios cheques del Banco de Nueva York que habían tenido como destino sostener el Comité Nacional de la Unión Cívica Radical y a sus candidatos José P. Tamborini y Enrique Mosca. Posteriormente en 1951 el empresario aportaría recursos para apoyar el golpe de Estado fallido del general Benjamín Menéndez contra Perón, y en 1955 financiaría el Bombardeo de Plaza de Mayo.
La Unión Democrática contaba con el apoyo de las principales organizaciones patronales de derecha, como la Sociedad Rural Argentina, así como los periódicos conservadores La Prensa y La Nación y la embajada de Estados Unidos, acentuando la alianza con los sectores más conservadores durante la campaña, con el obvio propósito de atraer a todas las fuerzas antiperonistas. Sin embargo, era liderada por la Unión Cívica Radical, partido tradicionalmente enfrentado con los conservadores, y estaba integrada también por el Partido Comunista y el Partido Socialista, hasta entonces las dos mayores fuerzas de la izquierda política del país. En diciembre de 1945, por presión peronista y de los sindicatos, el gobierno militar sancionó el Decreto-Ley 33.302/45 creando el aguinaldo y otras mejoras laborales. Las organizaciones patronales resistieron abiertamente la medida. Al finalizar diciembre de 1945 ninguna empresa había pagado el aguinaldo. La CGT declaró entonces una huelga general, que fue respondida por el sector empresario con un lock-out en las grandes tiendas comerciales. La Unión Democrática, incluyendo contradictoriamente a los partidos de tendencia izquierdista que la integraban (Socialista y Comunista), apoyó en el conflicto al sector patronal criticando el aguinaldo. Sin embargo pocos días después fue el propio sector empresario el que llegó a un acuerdo con los sindicatos y decidió aceptar el aguinaldo, aunque pagándolo en dos cuotas, por lo que el evento solo consiguió deteriorar y socavar aún más la imagen de la oposición al peronismo.

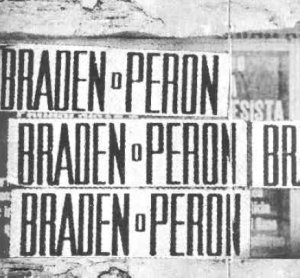
Propaganda callejera con el eslogan "Braden o Perón".

Aunque se considera que la campaña fue limpia, ocurrieron algunos incidentes violentos durante la misma, provocados principalmente por la polarización "Perón-UD". En medio de la campaña electoral de 1946, sectores ligados a la Sociedad Rural Argentina, la sección local de la Unión Cívica Radical y el Partido Liberal de Corrientes planearon un atentado contra la vida de Perón en Corrientes, el día 3 de febrero de 1946. Este grupo ante la marcha de Perón por las calles de Goya se posicionaron sobre los techos con armas. Desde un vehículo en el que viajaban los liberales Bernabé Marambio Ballesteros, Gerardo Speroni, Juan Reynoldi y Ovidio Robar, dispararon con armas de fuego a la gente que, desde el puerto enterada de la noticia, marchaba hacia el centro para repudiar el intento de asesinato. El 9 de febrero de 1946 se realizó el cierre de campaña de la Unión Democrática, apoyada mayoritariamente por los medios de comunicación, (exceptuando los periódicos La Época y, posteriormente durante la campaña, Diario Democracia y El Laborista) quienes afirmaron que el acto gigantesco realizado por la coalición era una señal de su rotunda victoria y que "sepultaba las esperanzas de los laboristas". En el acto, los dos principales lemas fueron "Por la Libertad" y "Contra el Nazismo" debajo de grandes fotografías de Tamborini y Mosca, que declararon ser "los verdaderos candidatos del pueblo". Sin embargo, al día siguiente, el peronismo realizó un acto igual de multitudinario, lo que dejó en claro que sería una elección ajustada.
Durante la campaña se produjeron dos hechos que afectaron profundamente el resultado. Por un lado fue el descubrimiento de un importante cheque entregado por una organización patronal como contribución a la campaña de la Unión Democrática. El segundo fue la publicación del Libro azul. Menos de dos semanas antes de las elecciones, el 11 de febrero de 1946, tomó estado público una iniciativa oficial del gobierno de los Estados Unidos, con el título de Consulta entre las repúblicas americanas respecto de la situación argentina, que fue más conocido como el Libro azul. La iniciativa había sido preparada por el embajador Spruille Braden y consistía en un intento, por parte de Estados Unidos de proponer internacionalmente la ocupación militar de Argentina, aplicando la llamada Doctrina Rodríguez Larreta. Una vez más ambos sectores adoptaron posiciones frontalmente opuestas: la Unión Democrática apoyó el Libro azul y la inmediata ocupación de Argentina por fuerzas militares lideradas por Estados Unidos; adicionalmente exigió la inhabilitación legal de Perón para ser candidato. Esto sin embargo, no sucedió y solo sirvió para destruir las posibilidades de triunfo de la Unión Democrática. Perón a su vez contraatacó publicando el Libro Azul y Blanco (en referencia a los colores de la bandera argentina) y haciendo público un eslogan que establecía una disyuntiva contundente, "Braden o Perón", que tuvo una fuerte influencia en la opinión pública al momento de votar.

## Jornada electoral

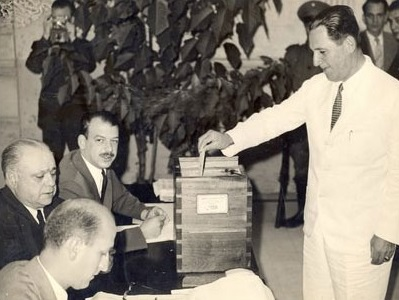
Perón emite su voto.

El domingo 24 de febrero se realizaron finalmente las elecciones. De acuerdo con los medios de comunicación de la época, hubo una masiva concurrencia desde incluso antes de que comenzara el horario de votación, formándose largas colas en la mayoría de los centros de todo el país. La votación comenzó formalmente a las 8:00 de la mañana, con normalidad. Tanto la conjunción que apoyaba a Perón como la Unión Democrática admitieron ante los medios de comunicación que consideraban que la elección se desarrollaba con corrección, reconocieron que la Junta Militar estaba garantizando una elección libre y justa, y ambos grupos se adjudicaron el triunfo por un margen aplastante. Tamborini declaró que ganarían "por dos a uno" y Perón emitió declaraciones muy similares. Los dos candidatos presidenciales votaron temprano. Perón emitió su voto a las 8:20 de la mañana en un centro electoral de Buenos Aires con dirección la calle Juncal 2961, urna N.º 6, mientras que Tamborini votó en la misma ciudad, en el centro de la calle Carrizo 325, en presencia de varios simpatizantes, que lo aplaudieron.
Con respecto a los incidentes ocurridos durante la jornada, hubo dos accidentes destacados por la prensa el día de las elecciones cerca de centros electorales: en Ramallo, provincia de Buenos Aires, estalló una granada de mano y murieron dos suboficiales, sin que se dieran demasiados detalles al respecto. En la capital provincial de Córdoba, se produjo el vuelco de un camión militar, muriendo dos soldados mientras se dirigían al centro de votación que debían custodiar. Además, Abel Vezurra, apoderado legal del Partido Demócrata Nacional, denunció que un candidato a diputado por la formación en Buenos Aires, Ernesto Arroyo, había sido detenido arbitrariamente.
Debido a distintos errores de recuento y falta de actas, fueron anuladas 6 mesas en la provincia de Buenos Aires y 25 en la provincia de Tucumán. El 10 de marzo de 1946 se realizaron elecciones complementarias en las mesas anuladas sin incidentes.

## Resultados

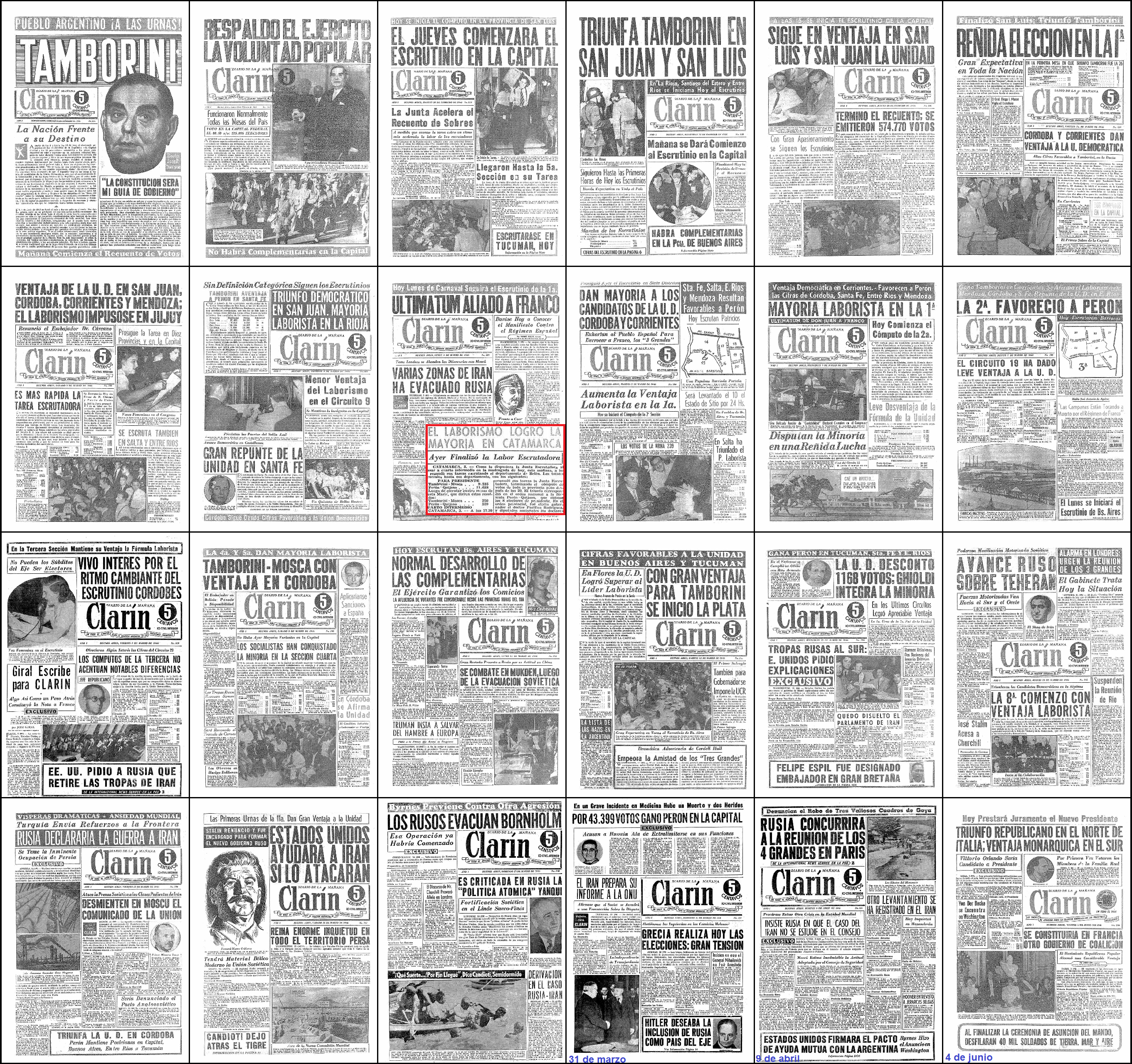
El diario Clarín mantuvo una posición marcadamente antiperonista durante la elección. De izquierda a derecha, portada de Clarín del 24 de febrero hasta el 16 de marzo de 1946. El periódico anunció en forma exagerada los triunfos de Tamborini en varias provincias o ciudades de importancia, y omitió o relativizó deliberadamente las victorias peronistas, donde habló de «estrechas ventajas» o «leve desventaja de Tamborini». A partir del 16 de marzo, al hacerse evidente la victoria de Perón, el periódico dejó de cubrir el escrutinio, solo haciendo una breve mención a su victoria en la Capital Federal el 31 de marzo. El 9 de abril finalizó el escrutinio con el triunfo de Perón y el diario no hizo referencia al tema. Finalmente, el 4 de junio, se anunció su toma de posesión de manera muy vaga y, al igual que en los anteriores titulares, se evitó lo más posible mencionar su nombre.

Votos Electorales en 1946:
Perón/Quijano
Tamborini/Mosca

A diferencia de las elecciones celebradas durante la Década Infame, las elecciones de febrero de 1946 fueron reconocidas como absolutamente limpias por los propios dirigentes y diarios opositores. El escrutinio comenzó la misma noche de los comicios y durante cuarenta y cinco días. Tanto la coalición peronista como la Unión Democrática se adjudicaron la victoria, aunque la mayoría de los medios de comunicación independientes afirmaron que el resultado sería difícil de vaticinar. El Partido Demócrata Nacional (PDN), que no había presentado candidato presidencial y había apoyado a la fórmula Tamborini-Mosca, declaró que se consideraba con posibilidades de ganar en San Luis, Corrientes y Entre Ríos, distritos donde la formación había gozado de un amplio caudal electoral propio durante la Década Infame, aún en las elecciones en las que no se denunció fraude electoral. Hubo un duro sesgo mediático (tanto nacional como internacional) en favor de la Unión Democrática. El periódico estadounidense The New York Times publicó el día 25 de febrero que los partidos que apoyaban a Tamborini triunfarían «por 2 a 1», mientras que medios de comunicación en Uruguay y Chile de tendencia conservadora, socialista o incluso comunista condenaban en forma casi unánime al naciente peronismo como un «vestigio fascista» y elogiaban a la coalición opuesta como la «unión de todas las fuerzas democráticas». Dentro del país, periódicos como Clarín o La Nación vaticinaban por igual un abrumador triunfo para Tamborini.
Finalmente, el resultado fue un triunfo holgado para la fórmula Juan Domingo Perón-Hortensio Quijano, de la conjunción laborista-radical renovadora con el 53,71% de las preferencias contra el 43,65% de la fórmula José Tamborini-Enrique Mosca, de la Unión Democrática. Debido al sistema de escrutinio mayoritario por lista completa empleado para estas elecciones, el Colegio Electoral tuvo una abrumadora mayoría peronista, con 304 electores de la conjunción laborista-radical renovadora, en su mayoría ligados al Partido Laborista, y 72 de la Unión Democrática, que en su mayoría respondieron a la Unión Cívica Radical (UCR). El naciente peronismo triunfó en la Capital Federal, y en las provincias de Buenos Aires, Catamarca, Entre Ríos, Jujuy, La Rioja, Mendoza, Salta, Santiago del Estero y Tucumán. La Unión Democrática, por su parte, triunfó solamente en el bastión radical de Córdoba, así como en San Juan, y en los distritos mayormente conservadores de San Luis y Corrientes. El resultado más contundente del peronismo fue en Tucumán, donde logró el 72,47% de los votos, mientras que el más bajo fue en San Juan, con un 34,51%. Tamborini logró el 62,85% de los sufragios en Corrientes, a pesar de que esta era la provincia natal del compañero de fórmula de Perón, Quijano; mientras que el peor resultado para la Unión Democrática fue en el distrito tucumano, con el 27,53%.
Hubo muy pocas terceras fuerzas, pues casi todos los partidos políticos existentes en el país se plegaron a la antinomia peronismo-antiperonismo que caracterizó a los comicios. Los partidos que intentaron romper la polarización tuvieron escaso éxito, y en general su presencia benefició por división al candidato que consideraban su principal oponente. El Partido Demócrata Nacional (PDN) que presentó una lista de electores solo en las provincias de Buenos Aires y Entre Ríos y apoyó a Tamborini desde afuera de la alianza, obtuvo el 1,57% de los votos, no logrando obtener electores, y arrastrando a la coalición radical a una estrecha derrota en el distrito entrerriano, donde la coalición peronista triunfó sin mayoría absoluta de votos ante una oposición dividida. La historiografía conservadora argentina en general achaca el triunfo nacional de Perón a la intransigencia de la UCR en negarse a permitir la presencia formal del PDN en la Unión Democrática, mientras que la coalición peronista, por su parte, había atraído a sectores conservadores católicos para que apoyaran a Perón desde el Partido Independiente, lo que privó al antiperonismo de una valiosa fuente de votos. Escenario contrario al de Entre Ríos, sin embargo, se dio en San Juan, donde el boquismo liderado por Federico Cantoni, que había anunciado su apoyo a Perón, presentó finalmente su propia lista de electores luego de que este rechazara apoyar su candidatura en las elecciones provinciales paralelas, y el resultado favoreció a la Unión Democrática con un 37,09% para Tamborini contra el 34,51% de Perón y el 28,40% de la lista bloquista, aunque el peronismo ganó la gobernación.
| Fórmula                | Fórmula                | Partido               | Partido                                     | Voto popular | Voto popular | Voto electoral | Voto electoral |
| Presidente             | Vicepresidente         | Partido               | Partido                                     | Votos        | %            | Votos          | %              |
| ---------------------- | ---------------------- | --------------------- | ------------------------------------------- | ------------ | ------------ | -------------- | -------------- |
| Juan Domingo Perón     | Hortensio Quijano      |                       | Junta Nacional de Coordinación Política     | 1.485.468    | 53,75        | 304            | 80,85          |
| José Tamborini         | Enrique Mosca          |                       | Unión Democrática                           | 1.207.178    | 43,65        | 72             | 19,15          |
| No presentó candidatos | No presentó candidatos |                       | Partido Demócrata Nacional                  | 43.499       | 1,57         |                |                |
| No presentó candidatos | No presentó candidatos |                       | Unión Cívica Radical Bloquista              | 13.469       | 0,49         |                |                |
| No presentó candidatos | No presentó candidatos |                       | Unión Cívica Radical de Santiago del Estero | 12.362       | 0,44         |                |                |
| No presentó candidatos | No presentó candidatos |                       | Unión Cívica Radical Lencinista             | 3.918        | 0,10         |                |                |
| Votos positivos        | Votos positivos        | Votos positivos       | Votos positivos                             | 2.765.894    | 97,95        |                |                |
| Votos en blanco        | Votos en blanco        | Votos en blanco       | Votos en blanco                             | 20.831       | 0,74         |                |                |
| Votos anulados         | Votos anulados         | Votos anulados        | Votos anulados                              | 15           | 0,00         |                |                |
| Diferencia de actas    | Diferencia de actas    | Diferencia de actas   | Diferencia de actas                         | 37.019       | 1,31         |                |                |
| Participación          | Participación          | Participación         | Participación                               | 2.823.759    | 81,21        |                |                |
| Abstenciones           | Abstenciones           | Abstenciones          | Abstenciones                                | 653.410      | 18,79        |                |                |
| Electores registrados  | Electores registrados  | Electores registrados | Electores registrados                       | 3.477.169    | 100          |                |                |
| Fuentes:               |                        |                       |                                             |              |              |                |                |

### Resultados por distrito
|                     |     | Perón/Quijano (PL) | Perón/Quijano (PL) | Perón/Quijano (PL) | Tamborini/Mosca (UD) | Tamborini/Mosca (UD) | Tamborini/Mosca (UD) | Otros partidos | Otros partidos | Blancos/Nulos/Dif. | Blancos/Nulos/Dif. | Participación | Participación | Registrados |
| Provincia           | El. | Votos              | %                  | El.                | Votos                | %                    | El.                  | Votos          | %              | Votos              | %                  | Votos         | %             | Registrados |
| ------------------- | --- | ------------------ | ------------------ | ------------------ | -------------------- | -------------------- | -------------------- | -------------- | -------------- | ------------------ | ------------------ | ------------- | ------------- | ----------- |
| Buenos Aires        | 88  | 450.778            | 56,28              | 88                 | 322.881              | 40,31                | —                    | 27.270         | 3,40           | 20.846             | 2,60               | 821.775       | 83,05         | 989.506     |
| Capital Federal     | 68  | 304.854            | 53,83              | 68                 | 261.455              | 46,17                | —                    | —              | —              | 8.461              | 1,49               | 574.770       | 82,88         | 693.515     |
| Catamarca           | 8   | 14.800             | 57,44              | 8                  | 10.964               | 42,56                | —                    | —              | —              | 1.257              | 4,88               | 27.021        | 76,25         | 35.436      |
| Córdoba             | 34  | 133.872            | 44,38              | —                  | 167.785              | 55,62                | 34                   | —              | —              | 14.092             | 4,67               | 315.749       | 84,39         | 374.158     |
| Corrientes          | 18  | 34.247             | 37,15              | —                  | 57.941               | 62,85                | 18                   | —              | —              | —                  | —                  | 92.188        | 73,13         | 126.057     |
| Entre Ríos          | 22  | 77.585             | 49,64              | 22                 | 62.469               | 39,97                | —                    | 16.229         | 10,38          | 1.974              | 1,26               | 158.257       | 76,99         | 205.563     |
| Jujuy               | 8   | 15.488             | 68,72              | 8                  | 7.049                | 31,28                | —                    | —              | —              | 409                | 1,81               | 22.946        | 73,08         | 31.400      |
| La Rioja            | 8   | 10.200             | 53,09              | 8                  | 9.012                | 46,91                | —                    | —              | —              | —                  | —                  | 19.212        | 73,99         | 25.965      |
| Mendoza             | 16  | 58.042             | 53,24              | 16                 | 47.065               | 43,17                | —                    | 3.918          | 3,59           | 1.501              | 1,38               | 110.526       | 79,96         | 138.230     |
| Salta               | 10  | 28.995             | 64,14              | 10                 | 16.214               | 35,86                | —                    | —              | —              | 1.127              | 2,49               | 46.336        | 68,51         | 67.633      |
| San Juan            | 10  | 16.371             | 34,51              | —                  | 17.594               | 37,09                | 10                   | 13.469         | 28,40          | —                  | —                  | 47.434        | 87,97         | 53.918      |
| San Luis            | 10  | 15.576             | 46,69              | —                  | 17.784               | 53,31                | 10                   | —              | —              | 370                | 1,11               | 33.730        | 82,40         | 40.932      |
| Santa Fe            | 42  | 195.690            | 57,01              | 42                 | 147.567              | 42,99                | —                    | —              | —              | 7.649              | 2,23               | 350.906       | 85,62         | 409.843     |
| Santiago del Estero | 16  | 46.179             | 52,18              | 16                 | 29.953               | 33,85                | —                    | 12.362         | 13,97          | 179                | 0,20               | 88.673        | 69,21         | 128.126     |
| Tucumán             | 18  | 82.791             | 72,47              | 18                 | 31.445               | 27,53                | —                    | —              | —              | —                  | —                  | 114.236       | 72,81         | 156.887     |
| Total               | 376 | 1.485.468          | 53,75              | 304                | 1.207.178            | 43,65                | 72                   | 73.248         | 2,60           | 57.865             | 2,09               | 2.823.759     | 81,21         | 3.477.169   |

## Resultados del Colegio Electoral
Los colegios electorales se reunieron el 6 de mayo de 1946, en cada una de las capitales provinciales y en la Ciudad de Buenos Aires, proclamando ganadores a Juan Domingo Perón y Hortensio Quijano. El 28 de mayo de 1946 la Asamblea Legislativa, la Cámara de Diputados y el Senado, dio la aprobación definitiva de las elecciones.
| Candidato a Presidente | Partido            | Partido              | Votos Electorales |
| ---------------------- | ------------------ | -------------------- | ----------------- |
| Juan Domingo Perón     |                    | Partido Laborista    | 299               |
| José Tamborini         |                    | Unión Cívica Radical | 66                |
| Total de votos         | Total de votos     | Total de votos       | 365               |
| No votaron             | No votaron         | No votaron           | 11                |
| Total de electores     | Total de electores | Total de electores   | 376               |

| Candidato a Vicepresidente | Partido            | Partido                               | Votos Electorales |
| -------------------------- | ------------------ | ------------------------------------- | ----------------- |
| Hortensio Quijano          |                    | Unión Cívica Radical Junta Renovadora | 299               |
| Enrique Mosca              |                    | Unión Cívica Radical                  | 66                |
| Total de votos             | Total de votos     | Total de votos                        | 365               |
| No votaron                 | No votaron         | No votaron                            | 11                |
| Total de electores         | Total de electores | Total de electores                    | 376               |

### Resultados por provincia
| Buenos Aires        | 88  |    |    | 88  |    |  |    |
| Capital Federal     | 68  |    | 68 |     |    |  |    |
| Catamarca           | 8   |    | 8  |     |    |  |    |
| Córdoba             |     | 30 |    | 30  | 4  |  |    |
| Corrientes          |     | 16 |    | 16  | 2  |  |    |
| Entre Ríos          | 21  |    | 21 |     | 1  |  |    |
| Jujuy               | 6   |    | 6  |     | 2  |  |    |
| La Rioja            | 8   |    | 8  |     |    |  |    |
| Mendoza             | 16  |    | 16 |     |    |  |    |
| Salta               | 10  |    | 10 |     |    |  |    |
| San Juan            |     | 10 |    | 10  |    |  |    |
| San Luis            |     | 10 |    | 10  |    |  |    |
| Santa Fe            | 41  |    | 41 |     | 1  |  |    |
| Santiago del Estero | 16  |    | 16 |     |    |  |    |
| Tucumán             | 17  |    | 17 |     | 1  |  |    |
| Total               | 299 | 66 |    | 299 | 66 |  | 11 |
| Fuente:             |     |    |    |     |    |  |    |

## Elecciones para gobernadores de provincia
El escenario provincial, mientras que demostró una absoluta hegemonía de las fuerzas que apoyaban a Perón, fue mucho más caótico y fragmentado. Mientras que a nivel nacional las numerosas fuerzas políticas del país se habían dividido casi puramente entre quienes apoyaban a Perón y quienes apoyaban a Tamborini, a nivel provincial se formaron pocas candidaturas únicas. Incluso en algunas provincias, sobre todo las que aún implementaban el Colegio Electoral para elegir gobernador, los radicales renovadores y el laborismo compitieron entre ellos. La Unión Democrática no se configuró en ninguna provincia, lo que facilitó que la UCR y los demás partidos fuesen sucesivamente derrotados en las contiendas gubernativas por la fragmentación, incluso en las provincias donde había vencido en la elección presidencial. En Córdoba, bastión del radicalismo, el candidato radical renovador Argentino Auchter triunfó por solo 183 votos sobre Antonio Medina Allende. En San Juan, la Unión Democrática se impuso en la elección presidencial únicamente debido a la división entre la coalición peronista y el bloquismo, liderado por Federico Cantoni, que apoyaba también a Perón y había buscado sin éxito que este postulara al binomio bloquista como representación local de su movimiento. La elección gubernativa fue una competencia entre Cantoni y el peronista Juan Luis Alvarado, que obtuvo la victoria por poco más de mil votos, mientras que en tercer lugar quedó el Partido Demócrata Nacional, que no había presentado una lista de candidatos a electores presidenciales en la provincia. En San Luis, donde también triunfó la UD, se impuso el peronismo gracias al contrapeso entre el radicalismo y el Partido Demócrata Liberal.
Con un amplio consenso histórico al respecto, la nota más destacada de la elección provincial fue la provincia de Corrientes, único distrito donde el peronismo no accedió a la gobernación. La fragmentación en más de cinco fórmulas entre conservadores, radicales y peronistas provocó un Colegio Electoral en el que el PL y la UCR-JR no tenía mayoría, y los partidos conservadores tampoco. Con la UCR como único contrapeso y dada su intransigencia absoluta a votar una fórmula que no fuera la suya, los electores del Partido Demócrata Nacional (PDN) y del Pacto Autonomista - Liberal (PAL), que habían sido la unidad más votada, optaron por investir gobernador al radical Blas Benjamín de la Vega para evitar que el peronismo tomara el control de la provincia. Tras su derrota, la dirigencia laborista-radical renovadora rechazó esta investidura por diversos medios, pero el Ministerio de Interior aceptó reconocer el resultado poco antes de la juramentación de De la Vega.
De los catorce gobernadores electos en 1946, solo seis finalizaron con éxito sus mandatos: el bonaerense Domingo Mercante, el entrerriano Héctor Domingo Maya, el jujeño Alberto Iturbe, el mendocino Faustino Picallo, el sanluiseño Ricardo Zavala Ortiz, y el tucumano Carlos Domínguez. Entre los principales motivos estuvieron las sucesivas intervenciones federales a gobiernos que se distanciaron ligeramente de Perón o que rechazaron la idea de la posterior fusión de fuerzas políticas en un partido unificado. Siendo la única provincia de gobierno opositor, Corrientes sería intervenida en septiembre de 1947, luego de un intento fallido, y su representación senatorial, correspondiente al conservadurismo, no fue aceptada hasta que fueran elegidas autoridades peronistas. San Juan no fue intervenida, pero su gobernador, Alvarado, renunció y fue suplido por su vicegobernador, Ruperto Godoy. El gobernador electo de Santa Fe, Leandro Meiners, no llegó a asumir debido a su repentino suicidio el 18 de mayo de 1946, siendo suplantado por Waldino Suárez (cuyo gobierno sería intervenido en 1949). El gobernador electo de La Rioja, Leovino Martínez, falleció a su vez el 25 de mayo de 1946, justo el día de su asunción, pero a diferencia del conflicto dado en Santa Fe, fue pacíficamente suplantado por José Francisco de la Vega, su compañero de fórmula.
| Elección de Gobernadores de provincia | Elección de Gobernadores de provincia | Elección de Gobernadores de provincia | Elección de Gobernadores de provincia |
| ------------------------------------- | ------------------------------------- | ------------------------------------- | ------------------------------------- |
| Cargos a elegir: 14                   |                                       |                                       |                                       |
| Distrito                              | Gobernador electo                     | Partido                               | Mapa                                  |
| Buenos Aires                          | Domingo Mercante                      | Partido Laborista                     |                                       |
| Catamarca                             | Pacífico Rodríguez                    | Partido Laborista                     |                                       |
| Córdoba                               | Argentino Auchter                     | UCR - Junta Renovadora                |                                       |
| Corrientes                            | Blas Benjamín de la Vega              | Unión Cívica Radical                  |                                       |
| Entre Ríos                            | Héctor Domingo Maya                   | Partido Laborista                     |                                       |
| Jujuy                                 | Alberto Iturbe                        | UCR - Junta Renovadora                |                                       |
| La Rioja                              | José Francisco de la Vega             | UCR - Junta Renovadora                |                                       |
| Mendoza                               | Faustino Picallo                      | UCR - Junta Renovadora                |                                       |
| Salta                                 | Lucio Alfredo Cornejo Linares         | UCR - Junta Renovadora                |                                       |
| San Juan                              | Juan Luis Alvarado                    | Partido Laborista                     |                                       |
| San Luis                              | Ricardo Zavala Ortíz                  | UCR - Junta Renovadora                |                                       |
| Santa Fe                              | Waldino Suárez                        | Partido Laborista                     |                                       |
| Santiago del Estero                   | Aristóbulo Mittelbach                 | Partido Laborista                     |                                       |
| Tucumán                               | Carlos Domínguez                      | Partido Laborista                     |                                       |
|                                       |                                       |                                       |                                       |

## Galería

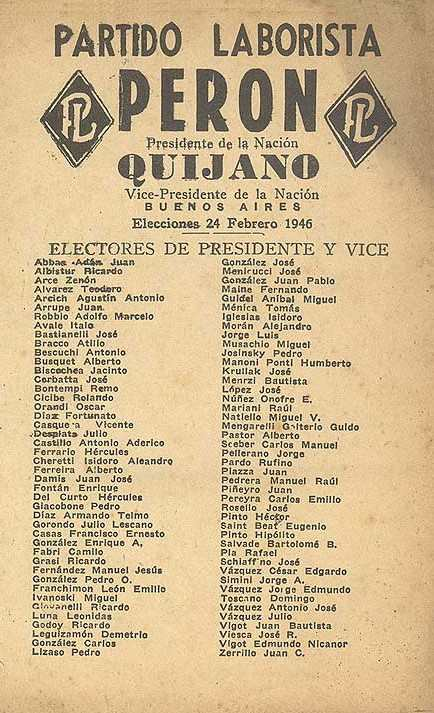
Boleta del Partido Laborista con la fórmula Perón-Quijano.
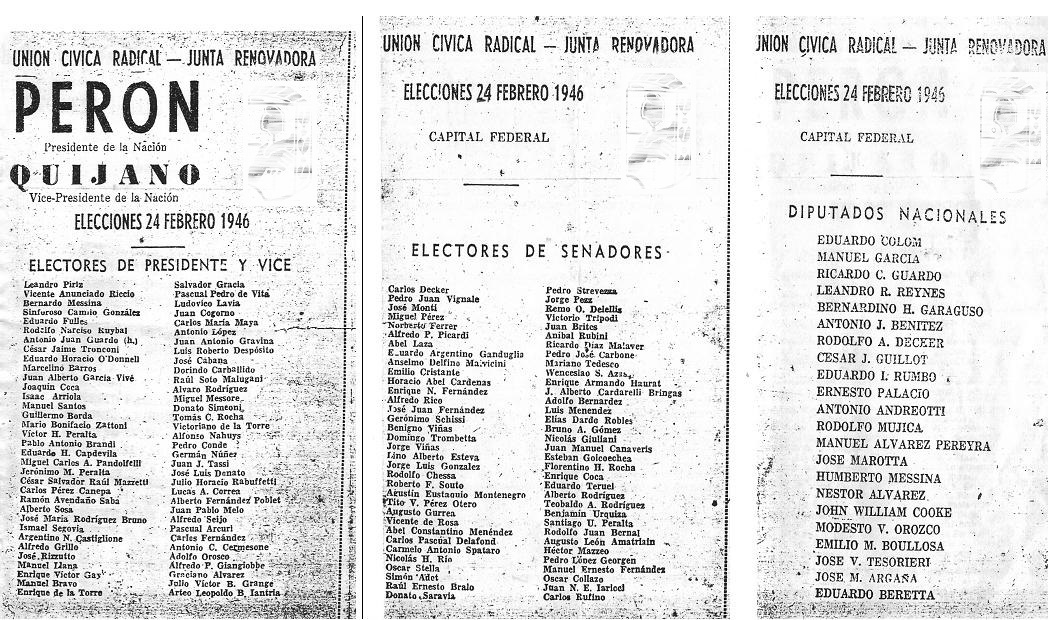
Boleta de la Junta Renovadora de la UCR con la fórmula Perón-Quijano.
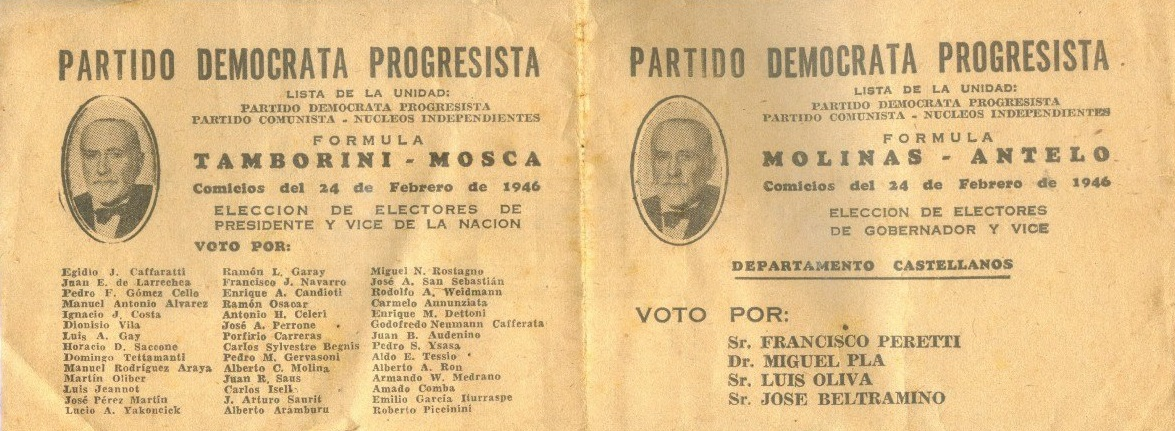
Boleta electoral con la fórmula Tamborini-Mosca.
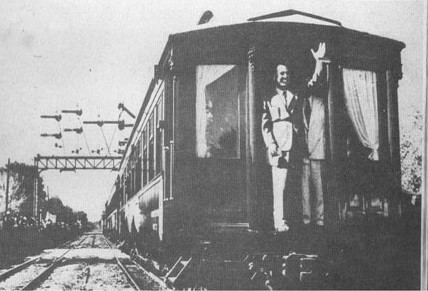
Campaña electoral de Perón en la provincia de Mendoza.
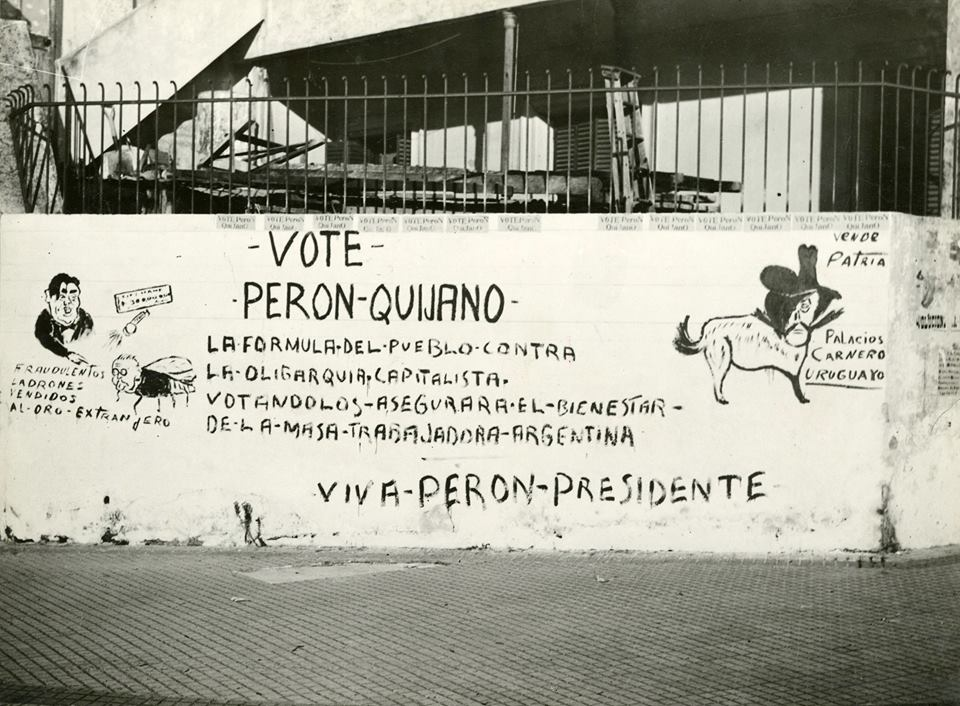
Publicidad callejera de Perón.